# Lytkarino
Lytkarino (rusky Лыткарино) je město v Rusku, v Moskevské oblasti, na západním břehu řeky Moskvy. Město leží asi 8 km jihovýchodně od Moskvy a 10 km jižně od města Ljubercy. Status města Lytkarino obdrželo v roce 1957. Podle sčítání lidu z roku 2010 zde žilo 55 100 obyvatel